# Bastaji (Bośnia i Hercegowina)
Bastaji (cyr. Бастаји) – wieś w Bośni i Hercegowinie, w Republice Serbskiej, w gminie Kneževo. W 2013 roku liczyła 194 mieszkańców.